# Каплівська сільська рада
Каплі́вська сільська́ ра́да — адміністративно-територіальна одиниця та орган місцевого самоврядування в Хотинському районі Чернівецької області. Адміністративний центр — село Каплівка.

## Загальні відомості
- Населення ради: 1 461 особа (станом на 2001 рік)

## Населені пункти
Сільській раді були підпорядковані населені пункти:
- с. Каплівка

## Склад ради
Рада складалася з 16 депутатів та голови.
- Голова ради: Тісногуз Світлана Михайлівна
- Секретар ради: Кунісовська Ольга Василівна

### Керівний склад попередніх скликань
| Прізвище, ім'я, по батькові  | Основні відомості                                                 | Дата обрання | Дата звільнення |
| ---------------------------- | ----------------------------------------------------------------- | ------------ | --------------- |
| Тісногуз Світлана Михайлівна | Сільський голова, 1974 року народження, освіта вища, позапартійна | 26.03.2006   | 31.10.2010      |
| Тісногуз Світлана Михайлівна | Сільський голова, 1974 року народження, освіта вища, позапартійна | 31.10.2010   |                 |

Примітка: таблиця складена за даними сайту Верховної Ради України

### Депутати
За результатами місцевих виборів 2010 року депутатами ради стали:

#### За суб'єктами висування
| Суб'єкт висування      | Кількість обраних депутатів | %    |
| ---------------------- | --------------------------- | ---- |
| Партія регіонів        | 10                          | 62,5 |
| Самовисування          | 5                           | 31,3 |
| Партія Зелених України | 1                           | 6,3  |

#### За округами
| № округу               | Прізвище, ім'я, по батькові   | Дата визнання обраним | Освіта             | Партійна приналежність                        | Відомості про обраного депутата                                          |
| ---------------------- | ----------------------------- | --------------------- | ------------------ | --------------------------------------------- | ------------------------------------------------------------------------ |
| Партія Зелених України |                               |                       |                    |                                               |                                                                          |
| 1                      | Тісногуз Анатолій Михайлович  | 31.10.2010            | вища               | член Партії Зелених України                   | Каплівська загальноосвітня школа І-ІІ ст., вчитель                       |
| Партія регіонів        |                               |                       |                    |                                               |                                                                          |
| 2                      | Юзько Віталій Іванович        | 31.10.2010            | середня            | позапартійний                                 | магазин, підприємець                                                     |
| 3                      | Басістий Віктор Микитович     | 31.10.2010            | середня            | позапартійний                                 | тимчасово не працює                                                      |
| 4                      | Кунісовська Ольга Василівна   | 31.10.2010            | середня спеціальна | позапартійна                                  | Каплівська сільська рада, секретар                                       |
| 5                      | Дудко Наталія Іванівна        | 31.10.2010            | середня спеціальна | позапартійна                                  | Каплівська амбулаторія загальної практики — сімейної медицини, медсестра |
| 6                      | Дудка Віктор Петрович         | 31.10.2010            | вища               | позапартійний                                 | пенсіонер                                                                |
| 7                      | Шестобанський Іван Дмитрович  | 31.10.2010            | середня            | позапартійний                                 | тимчасово не працює                                                      |
| 11                     | Вишнева Тетяна Василівна      | 31.10.2010            | вища               | позапартійна                                  | Каплівська загальноосвітня школа І-ІІ ст., вчитель                       |
| 13                     | Верничанська Тетяна Василівна | 31.10.2010            | середня спеціальна | позапартійна                                  | Каплівська сільська бібліотека, бібліотекар                              |
| 14                     | Юзько Людмила Володимирівна   | 31.10.2010            | вища               | позапартійна                                  | Каплівська сільська рада, головний бухгалтер                             |
| 15                     | Мегера Раїса Василівна        | 31.10.2010            | середня спеціальна | позапартійна                                  | тимчасово не працює                                                      |
| Самовисування          |                               |                       |                    |                                               |                                                                          |
| 8                      | Сухар Марія Іванівна          | 31.10.2010            | середня спеціальна | член Всеукраїнського об'єднання «Батьківщина» | ПП «Каплівчанка», директор                                               |
| 9                      | Блажко Віктор Іванович        | 31.10.2010            | середня            | член Всеукраїнського об'єднання «Батьківщина» | тимчасово не працює                                                      |
| 10                     | Бесединська Тетяна Василівна  | 31.10.2010            | вища               | позапартійна                                  | Каплівська загальноосвітня школа І-ІІ ст., вчитель                       |
| 12                     | Мегера Іван Васильович        | 31.10.2010            | середня            | позапартійний                                 | магазин, підприємець                                                     |
| 16                     | Бурназа Петро Іванович        | 31.10.2010            | середня            | позапартійний                                 | ТОВ «Арго», водій                                                        |